# Barnum (musical)
Barnum és un musical amb llibret de Mark Bramble, lletres de Michael Stewart i música de Cy Coleman. Està basat en la vida del showman P.T. Barnum, cobrint el període entre 1835 i 1880, a través dels Estats Units i de diverses grans ciutats on Barnum presentà els seus espectacles. La producció combina elements del teatre musical tradicional amb propis del circ. Entre els personatges trobem trapecistes, pallassos, malabaristes i personatges reals com Jenny Lind o el General Tom Thumb.
Mentre que presenta els seus espectacles de circ per tot el món, Barnum es resisteix a unir-se a James Anthony Bailey. Finalment, quan la seva esposa Charity mor, s'ho repensa i s'uneix amb Bailey, formant conjuntament el famós circ Barnum & Bailey.

## Sinopsi
A mitjans del segle xix, Phineas Taylor (P.T.) Barnum presenta els seus números de circ mentre es troba davant d'una tenda de campanya, proclamant "Neix un grillat a cada minut" ("There Is a Sucker Born Ev'ry Minute"). Li encanta l'espectacle i l'emoció, utilitzant l'exageració i els enredaires per promocionar les seves exposicions.
La seva dona Charity no està d'acord amb el seu ús d'embolics, però l'estima i pretén mantenir-lo amb els peus a terra. Aleshores, Barnum presenta la dona més anciana del món, Joice Heth, i gràcies a unes històries que Barnum explica es converteix en un èxit ("Thank God I'm Old"). La seva dona Charity ("Chairy") l'insta a buscar feina a una fàbrica, però Barnum es nega ("The Colors of My Life [Part One]") i Charity admet i accepta irònicament la disparitat entre les seves opinions ("The Colors of My Life [Part Two]") Barnum recluta pallassos per ajudar-los a construir un museu on allotjar les seves atraccions (amb els esperats resultats còmics) i depèn de Charity animar-lo a seguir endavant ("One Brick at a Time"), amb el resultat que "tot sobre [el seu] museu era espectacular" ("Museum Song"); tanmateix, el museu es crema accidentalment.
Barnum troba dues noves atraccions estrella, Tom Thumb, que sembla aconsellar que "més gran no és pas millor" ("Bigger isn't Better"), i Jumbo, l'elefant. Llavors, Barnum es converteix en gerent de la famosa cantant d'òpera sueca Jenny Lind ("Love Makes Such Fools of Us All"). Barnum s'enamora d'ella i veu l'atracció d'anar de gira amb ella ("Out There"). Acompanya a Jenny de gira, deixant enrere a Charity, mentre una banda els saluda ("Come Follow the Band"). Tot i que sembla que tot va bé per a Barnum, descobreix que sense Charity a la seva vida és miserable, i decideix trencar els vincles amb Jenny i tornar a casa amb la dona que estima ("Love Makes Such Fools of Us All [Reprise] ").
En tornar a Charity, promet viure la vida més tranquil·la que ella desitja per a ell ("Black and White"). Després d'una estada fallida dirigint una fàbrica de rellotges i un intent fallit de construir la seva pròpia ciutat, es dedica a la política; quan la seva campanya sembla condemnada al fracàs per falta d'interès, Charity s'adona de la importància que tenen els seus talents i passió a la seva vida i li permet injectar color i vida a la seva campanya. És elegit alcalde de Bridgeport, i tots dos reconeixen el valor de l'enfocament de la vida dels altres i com es complementen ("The Colors of My Life [Reprise]"). Barnum està preparat per presentar-se com a senador, però la seva estimada Charity mor de sobte, deixant a Barnum sol i desconsolat. Quan Barnum es veu enganyat de la nominació al Senador pel seu partit polític, es lamenta de la seva posició, s'adona que el seu talent per a la faràndula mai el deixarà i desitja "fer-ho bé, disparar un coet, encendre un llum" ("Prince of Humbug"). James Anthony Bailey arriba i li ofereix l'oportunitat de "unir-se al circ" ("Join the Circus"). Inicialment resistint, cedeix (gràcies en part a la moneda de dues cares de Charity, que ella ha utilitzat per enganxar-lo durant tot l'espectacle) i s'uneix a Bailey, i formen el famós circ Barnum and Bailey.
A "una atracció final principesca", Barnum apareix davant el públic ("The Final Event: There is a Sucker Born Ev'ry Minute" [Reprise]") i reflexiona sobre el seu passat:
| « | Per descomptat, això va ser fa molt de temps... i Joice Heth ha desaparegut i s'ha oblidat. I també el Museu Americà... i la Balena Vivent... i Jennie Lind... i el meu pobre Tom Thumb. I ells. Els que van arribar amb el Mayflower s'han convertit en pols... i Tom Jefferson és un record... i el vell Franklin ha volat el seu darrer estel. Així que la meva mena d'enredaires ha desaparegut. Llàstima". | » |

## Produccions
Barnum s'estrenà al St. James Theatre de Broadway el 30 d'abril de 1980 i tancà el 16 de maig de 1982, després de 854 funcions i 26 prèvies. Va ser dirigit i coreografiat per Joe Layton, i protagonitzàt per Jim Dale com P.T. Barnum, Glenn Close (Charity Barnum), Marianne Tatum (Jenny Lind), Terri White (Joice Heth), i Terrence Mann (Chester Lyman).
La producció de Londres s'estrenà l'11 de juny de 1981 al London Palladium, i realitzà 655 funcions. El repartiment estava encapçalat per Michael Crawford i per Deborah Grant. La producció va ser renregistrada per la televisió i emesa per laBBC el 1986.
El 28 de setembre de 1984 s'estrenà a Madrid, dirigida per i Jaime Azpilicueta i protagonitzada per Emilio Aragón.

## Cançons
| Act I - "Overture Chase" - "There Is a Sucker Born Ev'ry Minute"--Barnum - "Humble Beginnings Chase" - "Thank God I'm Old"--Joice Heth - "The Colors of My Life Part I"--Barnum i Chairy - "The Colors of My Life Part II" - "One Brick at a Time"--Chairy, Barnum, i Bricklayers - "Museum Song"--Barnum - "Female of the Species Chase" - "I Like Your Style"--Barnum i Chairy - "Bigger Isn't Better"--Tom Thumb - "Love Makes Such Fools of Us All"--Jenny Lind - "Midway Chase" - "Out There"--Barnum | Act II - "Come Follow the Band"--Potomac Marching Band i Washingtonians - "Black and White"--Chairy, Choir, Blues Singer, Barnum i Citutadans de Bridgeport - "The Colors of My Life (Reprise)"--Barnum i Chairy - "The Prince of Humbug"--Barnum - "Join the Circus"--Bailey, Artistes de Circ i Barnum - "Finale Chase" - "The Final Event: There Is A Sucker Born Ev'ry Minute (Reprise)" |

## Premis i nominacions

### Producció original de Broadway
| Any  | Premi               | Categoria                               | Nominat(s)                   | Resultat  |
| ---- | ------------------- | --------------------------------------- | ---------------------------- | --------- |
| 1980 | Premi Tony          | Millor Musical                          | Millor Musical               | Nominat   |
| 1980 | Premi Tony          | Millor Llibret de Musical               | Mark Bramble                 | Nominat   |
| 1980 | Premi Tony          | Millor Banda Sonora                     | Cy Coleman i Michael Stewart | Nominat   |
| 1980 | Premi Tony          | Millor Actor Protagonista de Musical    | Jim Dale                     | Guanyador |
| 1980 | Premi Tony          | Millor Actriu de Repartiment de Musical | Glenn Close                  | Nominat   |
| 1980 | Premi Tony          | Millor Direcció de Musical              | Joe Layton                   | Nominat   |
| 1980 | Premi Tony          | Millor Coreografia                      | Joe Layton                   | Nominat   |
| 1980 | Premi Tony          | Millor Escenografia                     | David Mitchell               | Guanyador |
| 1980 | Premi Tony          | Millor Vestuari                         | Theoni V. Aldredge           | Guanyador |
| 1980 | Premi Tony          | Millor Il·luminació                     | Craig Miller                 | Nominat   |
| 1980 | Premi Drama Desk    | Musical Més Destacat                    | Musical Més Destacat         | Nominat   |
| 1980 | Premi Drama Desk    | Música Més Destacada                    | Cy Coleman                   | Nominat   |
| 1980 | Premi Drama Desk    | Actor de Musical Més Destacat           | Jim Dale                     | Guanyador |
| 1980 | Premi Drama Desk    | Director de Musical Més Destacat        | Joe Layton                   | Nominat   |
| 1980 | Premi Drama Desk    | Coreografia Musical Més Destacada       | Joe Layton                   | Nominat   |
| 1980 | Premi Drama Desk    | Escenografia Musical Més Destacada      | David Mitchell               | Nominat   |
| 1980 | Premi Theatre World | Premi Theatre World                     | Marianne Tatum               | Guanyador |

### Producció Original de Londres
| Any  | Premi                  | Categoria               | Nominat(s)       | Resultat  |
| ---- | ---------------------- | ----------------------- | ---------------- | --------- |
| 1981 | Premi Laurence Olivier | Millor Actor de Musical | Michael Crawford | Guanyador |

## Enregistraments
L'enregistrament del muntatge original de Broadway va ser editat el 1980 i reeditat el 1990 per Sony. L'album "Michael Crawford in Barnum" va ser editat el 1994. L'album del muntatge de Madrid va ser editat el 1984, i actualment es tracta d'una peça de col·leccionista, doncs mai no ha estat editat en CD.